# Radio Mandatory Zone

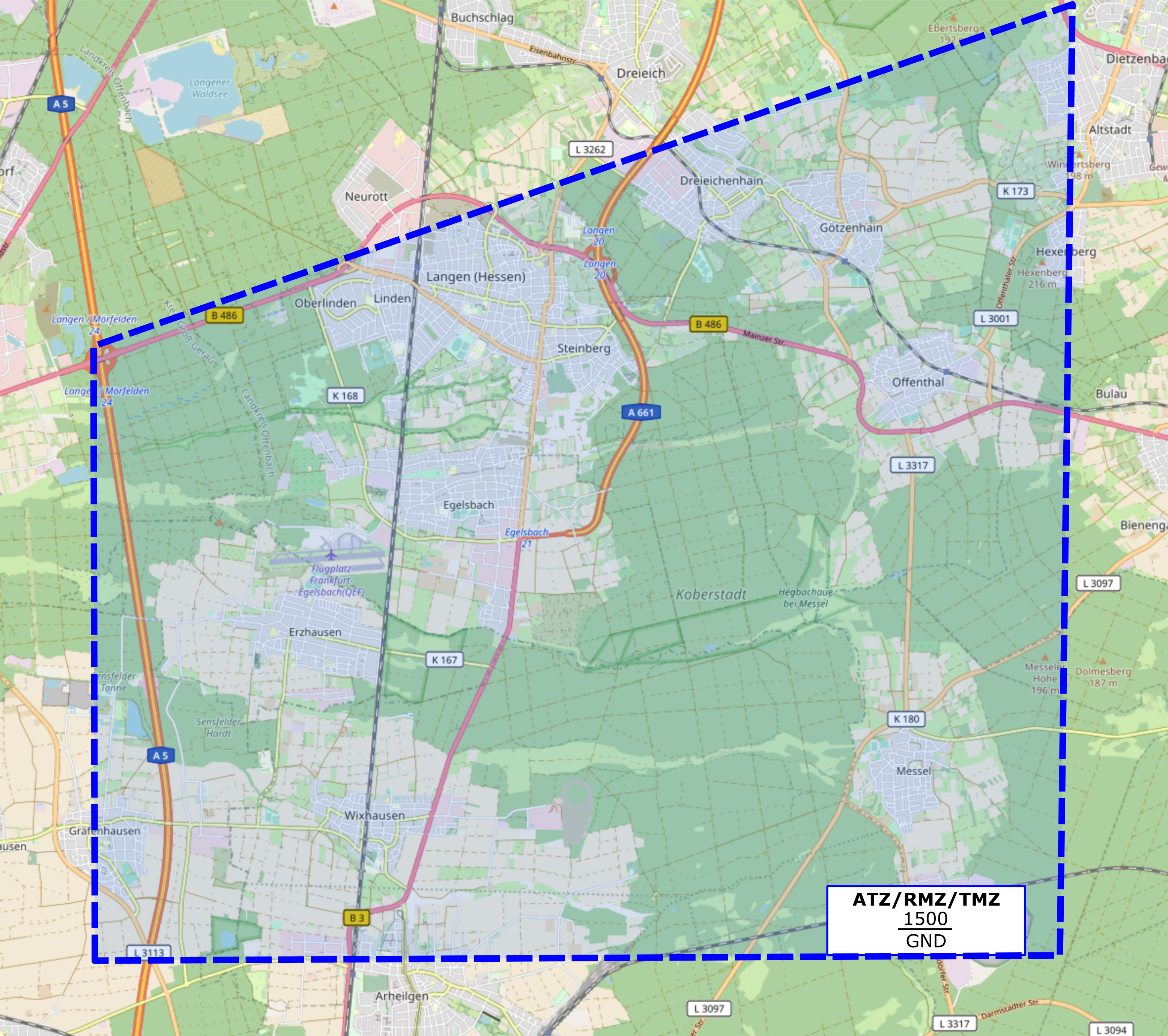
Radio Mandatory Zone (RMZ) um den Flugplatz Egelsbach, kombiniert mit Transponder Mandatory Zone (TMZ) und Aerodrome Traffic Zone (ATZ).
(Hinweis: Für Navigationszwecke bitte Kartenmaterial mit offiziellem Flugsicherungsaufdruck verwenden.)

Eine Radio Mandatory Zone (RMZ) ist ein Luftraumelement, das nur mit Sprechfunkkontakt zur zugehörigen Bodenfunkstelle beflogen werden darf. (s. Flugfunk)

## Zweck
An Flugplätzen ohne Flugverkehrskontrolldienststelle, die für den IFR-Verkehr zugelassen sind, besteht die Notwendigkeit des Schutzes des IFR-Flugverkehrs. Zu diesem Zweck waren in Deutschland Lufträume der Klasse F eingerichtet; dort waren für den Sichtflugverkehr erhöhte Wolkenabstände und Mindestsichtweiten vorgeschrieben, jedoch keine verbindliche Sprechfunkverbindung. Um diesen unzufriedenstellenden und auch im europäischen Vergleich einmaligen Zustand zu beheben, wurden diese Lufträume im Jahre 2014 durch abmessungsgleiche RMZs ersetzt.

## Ausdehnung
Die laterale Ausdehnung entspricht der einer CTR. In Deutschland reichen RMZs vertikal allerdings vom Boden bis nur 1000 Fuß (ca. 300 m) über Grund, wo dann der (dort abgesenkte) Luftraum der Klasse E beginnt.

## Regeln
In einer RMZ sind sämtliche Luftfahrzeuge zu einer Sprechfunkverbindung und Hörbereitschaft verpflichtet, auch Sichtflüge, die ansonsten davon freigestellt sind.
Wie bei einer CTR ist vor dem Einflug in eine RMZ eine Anmeldung bei der zuständigen Bodenfunkstelle mit Angaben zu Luftfahrzeugmuster, Standort, Flughöhe und Flugabsichten erforderlich, innerhalb der RMZ die stetige Hörbereitschaft verpflichtend und die Meldung des Ausfluges vorgeschrieben. Anders als bei der CTR ist jedoch im Falle der RMZ keine Freigabe für den Einflug erforderlich. Auch erfolgt in der RMZ keine Verkehrslenkung (Ausnahme: Gefahrenabwehr) und Staffelung, es wird aber Verkehrsinformation erteilt. Allerdings werden Streckenfreigaben und Höhenanweisungen an IFR-Abflüge übermittelt.